# ریوزابورو اوتومو
ریوزابورو اوتومو (به انگلیسی: Ryūzaburō Ōtomo؛ زادهٔ ۱۸ مهٔ ۱۹۵۲) صدا پیشه و بازیگر اهل ژاپن است. وی از سال ۱۹۷۷ میلادی تاکنون مشغول فعالیت بوده‌است.